# Antonae bulbosa
Antonae bulbosa är en insektsart som beskrevs av William D. Funkhouser. Antonae bulbosa ingår i släktet Antonae och familjen hornstritar. Inga underarter finns listade i Catalogue of Life.